# Пермакультура
Пермакультура (от англ. permaculture — permanent agriculture — «Постоянное сельское хозяйство») — подход к проектированию окружающего пространства и система ведения сельского хозяйства, основанные на взаимосвязях из естественных экосистем.
Пермакультура является одним из широко распространённых направлений развития органического земледелия и предполагает создание самофункционирующей замкнутой системы производства сельскохозяйственной продукции, в которой используются и традиционные сельскохозяйственные методы, и современная наука и техника.

## Описание
Известными пропагандистами пермакультуры являются австрийский фермер Зепп Хольцер, японский фермер и философ Масанобу Фукуока и австралийский учёный Билл Моллисон.
Основой пермакультуры является грамотное функциональное проектирование (дизайн) компонентов, из которых строится конкретная система (огород, приусадебный участок, парк, экопоселение и прочее). Грамотность такого дизайна определяется достаточным знанием о свойствах и особенностях каждого составляющего (плодовые деревья, хозяйственные постройки, зелёные изгороди, пруды) и умением установить связи между ними таким образом, чтобы повысить эффективность их обслуживания человеком и, соответственно, уменьшить трудозатраты на обслуживание.
Розничные цены на органические продукты выше цен на массовую продовольственную продукцию в зарубежных странах на 30−50%, в России — на 50−65%, разница в Европе и России обусловлена мерами государственной поддержки органического продовольствия за рубежом.
При параллельном использовании экологических и традиционных методов зафиксированы:
- меньший расход энергии при органическом земледелии;
- урожайность экокультур ниже традиционных;
- значительно ниже общие затраты на производство за счёт экономии энергоносителей, гербицидов и пестицидов;
- стоимость экологической продукции выше на 20–30%.

## История
Франклин Хирам Кинг впервые использовал термин «перманентная агрокультура» (permanent agriculture) в своей книге 1911 года Фермеры сорока веков. В контексте книги под этим термином понимается агрокультура с неистощимыми ресурсами.
В 1929 Джозеф Рассел Смит использовал термин в подзаголовке книги «Лесозаготовки: Перманентная агрокультура» (Tree Crops: A Permanent Agriculture), в которой он изложил свой длительный опыт с выращиванием фруктов и орехов. В 1950 вышло исправленное и дополненное издание. Смит замечал: «„Лес — поле — плуг — пустыня“ — таков цикл холмов под влиянием глубокой вспашки… Когда мы развиваем агрокультуру подходящим образом, мы получаем почти вечную плодоносящую землю». Смит смотрел на мир как на всеобщее взаимодействие, предполагал связь деревьев с растущими под ними растениями.
Работа Говарда Т. Одума имела также влияние на пермакультуру на раннем этапе, особенно для Хольмгрена. Одум сосредоточился на системе экологии, в частности «принципе максимальной мощности», который утверждает, что природные системы стремятся к максимизации энергии во всей системе. Например, общее количество тепла в лесу очень высоко, вместе с массой растений и животных. Это эффективный конвертер солнечного света в биомассу. С другой стороны, пшеничное поле имеет намного меньше энергии и часто нуждается в большем её количестве, иначе говоря, удобрении.
Персиваль Альфред Йоменс в книге 1973 года «Вода для каждой фермы» (Water for Every Farm) поддержал идею «постоянного земледелия» на самоподдерживающейся земле. Он ввёл метод земледелия, основанный на наблюдении, в Австралии в 1940-х, а затем предложил более рациональное использование водных ресурсов («контурный дизайн» или "дизайн ключевой линии") в 1950-х.
Другие ранние влияния: работы Эстер Динс, одной из первооткрывательниц метода садоводства без глубокой вспашки, и Масанобу Фукуоки, который пропагандировал этот же метод в Японии в конце 1930-х.
Недавние влияния: Система «Овощная аквакультура с использованием животных» во Вьетнаме, поддерживаемая правительством.

### Моллисон и Хольмгрен
В середине 1970-х австралийцы Билл Моллисон и Дэвид Хольмгрен начали развивать идеи о стабильных системах агрокультуры. Причиной этому послужил стремительный рост истощения земель и водных ресурсов методами современной агрокультуры, уничтожающими биоразнообразие и миллиарды тонн верхнего слоя почвы с ранее плодородных земель. Свои идеи они начали с издания книги «Пермакультура, ч. 1» в 1978 г. Далее они развивали идеи, проектируя сотни мест на основе принципов пермакультуры и собирая более детальную информацию для последующих книг. Моллисон вёл лекции в более чем 80 странах, обучая сотни студентов на двухнедельных курсах природного дизайна. К началу 1980-х идеи расширились от земледелия до экопоселений. К середине 1980-х многие студенты после практики стали сами обучать других, и в скором времени в сотне стран появились пермакультурные группы, сообщества, институты. В 1991 году на телевидении[каком?] был показан четырёхсерийный документальный фильм производства компании ABC «Великий земледелец» (The Global Gardener), где показывались методы применения пермакультуры во всём мире.

### Дальнейшее развитие и современное состояние

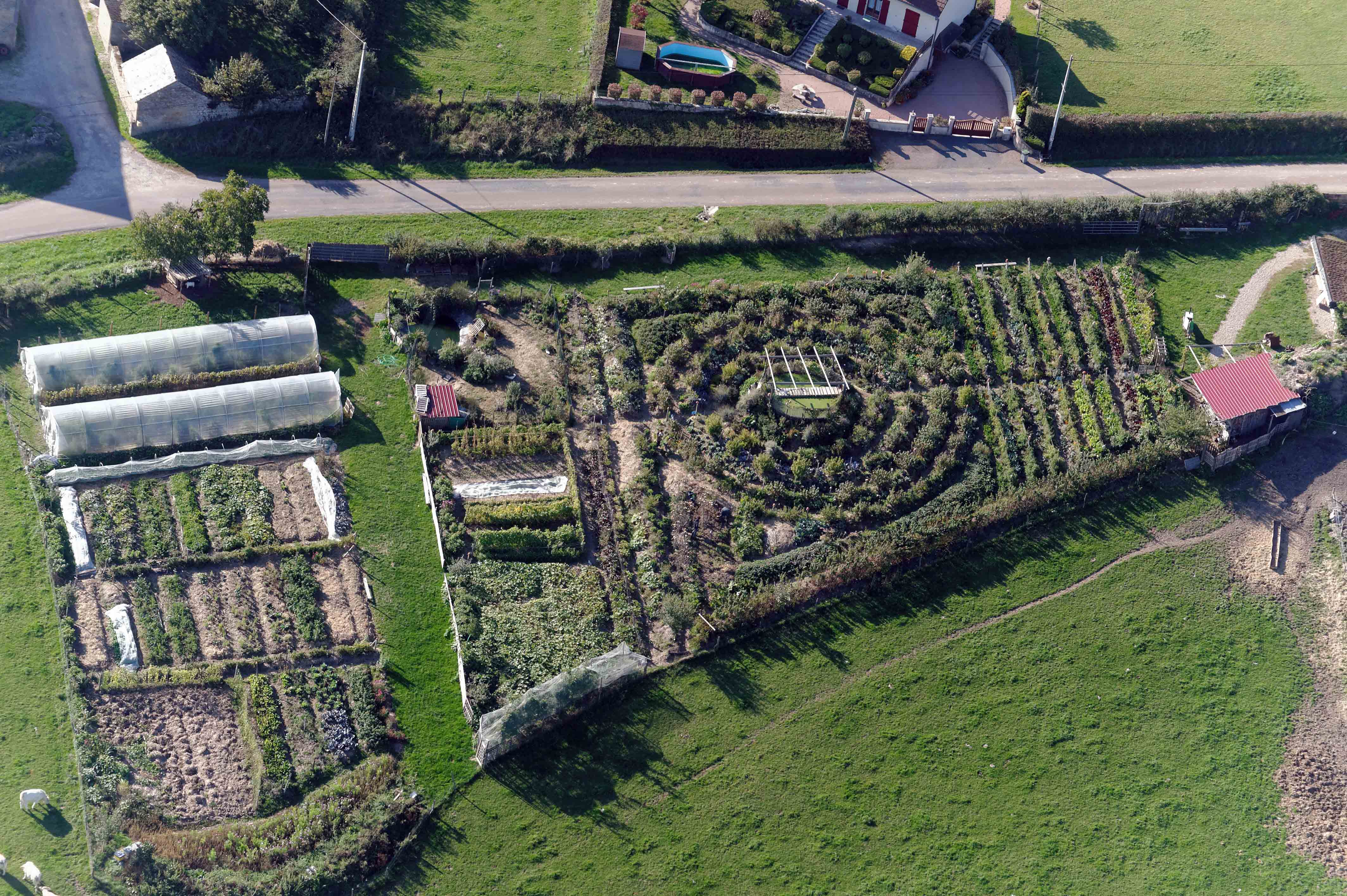
Пермакультурный сад

Благодаря курсам Моллисона из Австралии пермакультура распространилась по всему миру. В настоящее время[когда?] существует множество местных ассоциаций пермакультуры, консультативных центров и групп в Австралии, Великобритании, Мексике, Южной Америке, Канаде, Новой Зеландии, Европе и Африке, многие из них выпускают бюллетени, которые информируют о местных событиях.
В целом мировое пермакультурное сообщество состоит из совершенно независимых маленьких групп. Земельные участки, на которых эти группы работают, разные — от маленькой усадьбы до площадей в десятки гектаров.
Каждые два года в разных странах проводится Конференция по пермакультуре. На ней окончившие курсы пермакультурного дизайна делятся опытом и умениями, обсуждают свою работу и демонстрируют иллюстративные материалы, определяя новые направления деятельности.

## Элементы дизайна
Каждый элемент тщательно исследуется: зачем он нужен, что производит, его свойства. Например, цыплята — им нужна вода, умеренный микроклимат и еда, их разводят на мясо, яйца, перья и помёт, служащий удобрением для твёрдой почвы.
Элементы дизайна затем соединяют друг с другом так, чтобы выработки одного элемента были полезны для другого. Совместная деятельность приводит к минимизации расходов и человеческого труда. Различные дизайны появляются время от времени, становясь иногда очень сложными системами в сочетании с традиционными и новыми системами.

## Пермакультура в России
В России наибольшей популярностью пользуется пермакультура Хольцера.
Пермакультура Хольцера — это экологический вид сельского хозяйства, в основе которого – воссоздание естественных экосистем и водного баланса; агробиоценоз, многообразие культур и многофункциональность всех элементов в хозяйстве любого масштаба, от крупной фермы до личного подсобного хозяйства или обычного дачного участка. Используемые методы экологичны и практичны – они восстанавливают водные ресурсы, плодородие почвы, разнообразие растений, животных и со временем становятся устойчивыми и самоподдерживающимися. Основная задача человека в пермакультуре – организация и управление, наблюдение за взаимосвязями в природе, что позволяет создавать содружество сельскохозяйственных культур и животных, получать продукцию высокого качества.
Широко распространены в русскоязычном Интернете книги: Билл Моллисон «Введение в пермакультуру», Зепп Хольцер «Аграрий-революционер», «Пермакультура Зеппа Хольцера, часть 1», «Пермакультура Зеппа Хольцера, часть 2», «Пустыня или рай», 2012, Масанобу Фукуока «Революция одной соломинки», Патрик Уайтфилд — статья «Пермакультура — что это?»
Вероятно, австриец Зепп Хольцер является первым широко известным учителем пермакультуры на территории бывшего СССР.
В марте 2010 стартовал проект Центр пермакультуры Зеппа Хольцера в России, который является организатором семинаров Хольцера на территории России. Зепп Хольцер выступил в СПбГАУ. Его практические семинары проходят во многих местах России.
Низкие темпы развития органического, в том числе пермакультурного, сельского хозяйства в России обусловлены высоким уровнем инфраструктурных затрат и малочисленностью покупателей дорогого продовольствия. На 2015 год продукция органического земледелия дороже обычных продуктов питания на 50—650 %.

## Принципы создания симбиотической агрокультуры
- Совместимость растений.
- Выращиванние растений в смешанных и уплотнённых посадках.
- Корнеоборот.
- Компостирование в высоких холмистых грядах.
- Мульчирование.
- Запуск почвенного биоконсорциума.
- Выращивание по дернине, по целине, без глубокой почвообработки.
- Биологическая защита. Использование растений с фунгицидными и бактериальными свойствами.
- Микроклимат. Солнечные ловушки.
- Повышение инсоляции и температуры за счёт линз воды.
- Ветрозащита, накопители тепла.
- Создание природосообразных водоемов.

## Веганская пермакультура
С развитием веганства становится все больше фермеров, которые выращивают сельскохозяйственную продукцию без использования животных. Веганские принципы так же возможно применить по отношению к пермакультуре. По сути это остается той же самой пермакультурой, только без использования одомашненных животных, их навоза и любых удобрений, получаемых от убийства или эксплуатации животных, например костная мука, кровяная мука, рыбная мука, скорлупа яиц и т.п. Вместо навоза используется т.н. "зеленый навоз" (сидераты), компост из растительных отходов, мульчирование.
При этом не отрицается роль диких животных для поддержания сбалансированной экосистемы . Веганские пермакультурные системы могут быть разработаны с учетом свободноживущих животных, чтобы гарантировать наличие мест обитания и источников пищи для тех животных, которые уже естественным образом обитают на этой территории. Например, в систему можно добавить источники воды, живые изгороди, деревья, кусты, скворечники, домики для летучих мышей, груды камней и бревна для змей, цветы для насекомых-опылителей, а также травы и ягоды. Большинство видов местных диких животных полезны для производства продуктов питания, и создание условий для разнообразных видов животных, как правило, приводит к большему общему балансу и стабильности. Также наличие естественных хищников способствует контролю над вредителями .